# Tel·luropal·ladinita
La tel·luropal·ladinita és un mineral de la classe dels sulfurs. El seu nom reflecteix la seva composició: tel·luri i pal·ladi.

## Característiques
La tel·luropal·ladinita és un sulfur de fórmula química Pd9Te₄. Va ser aprovada per l'Associació Mineralògica Internacional com a espècie vàlida l'any 1978. Es tracta d'un mineral molt semblant a la telargpalita. Cristal·litza en el sistema monoclínic, i es troba en forma de petits grans. La seva duresa a l'escala de Mohs és 5.
Segons la classificació de Nickel-Strunz, la tel·luropal·ladinita pertany a «02.AC: Aliatges de metal·loides amb PGE» juntament amb els següents minerals: UM2004-45-Se:AgHgPd, pal·ladseïta, miassita, UM2000-47-S:CuFePdPt, oosterboschita, chrisstanleyita, jagüeïta, keithconnita, vasilita, luberoïta, oulankaïta, telargpalita, temagamita, sopcheïta, laflammeïta i tischendorfita.

## Formació i jaciments
Es troba en concentrats de minerals. És una espècie que sol trobar-se associada a altres minerals com: keithconnita, magnetita, kotulskita, merenskyita, moncheïta, braggita o vysotskite. Va ser descoberta l'any 1978 a la mina Stillwater, a Nye (Montana, Estats Units).